# Synagoge (Aschaffenburg)

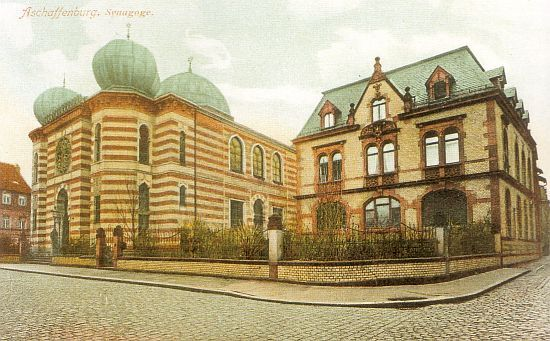
Zerstörte Synagoge in Aschaffenburg (links), Rabbinerhaus (rechts)

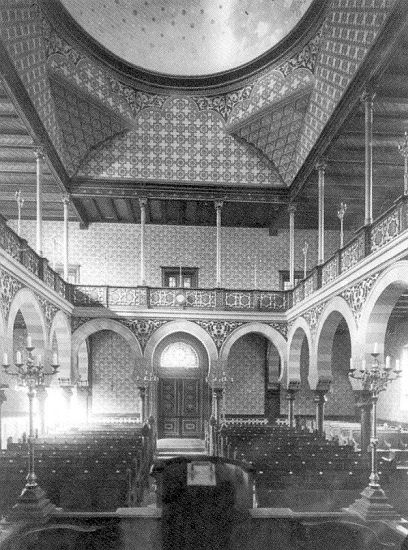
Innenansicht

Die Synagoge in Aschaffenburg, einer Stadt im bayerischen Regierungsbezirk Unterfranken, wurde von 1890 bis 1893 errichtet. Die bei der sogenannten Reichspogromnacht im Jahr 1938 zerstörte Synagoge stand am Wolfsthalplatz, die frühere Anschrift war Entengasse 11a.

## Geschichte
Eine Synagoge in Aschaffenburg wird erstmals 1344 genannt. Sie stand im Winkel Dalbergstraße/Rathausgasse. Bis Mitte des 15. Jahrhunderts wurde sie für die Gottesdienste der jüdischen Gemeinde genutzt. Danach geriet sie in Verfall und war 1459 vollkommen zerstört.
Nachdem sich in der zweiten Hälfte des 17. Jahrhunderts wieder jüdische Familien in Aschaffenburg niederlassen konnten, wurde 1696 in der Entengasse eine neue Synagoge eingerichtet, die in den folgenden zwei Jahrhunderten mehrfach erweitert und erneuert wurde.
Auf den Grundmauern dieser alten Synagoge, die inzwischen in einem baulich schlechten Zustand war, wurde ab 1890 die neue Synagoge für die ständig wachsende jüdische Gemeinde erbaut. Es entstand ein von zehn Säulen getragener Kuppelbau im orientalisierenden Stil. Die feierliche Eröffnung fand am 29. September 1893 statt.

### Zerstörung
In den frühen Morgenstunden des 10. November 1938 waren Mitglieder der SA in das Gotteshaus eingedrungen und hatten es angezündet. 15 Torarollen, ein kostbarer Toraschrein-Vorhang (Parochet) und das Gemeindearchiv gingen in Flammen auf, das Gebäude brannte aus.